# Shemá Israel

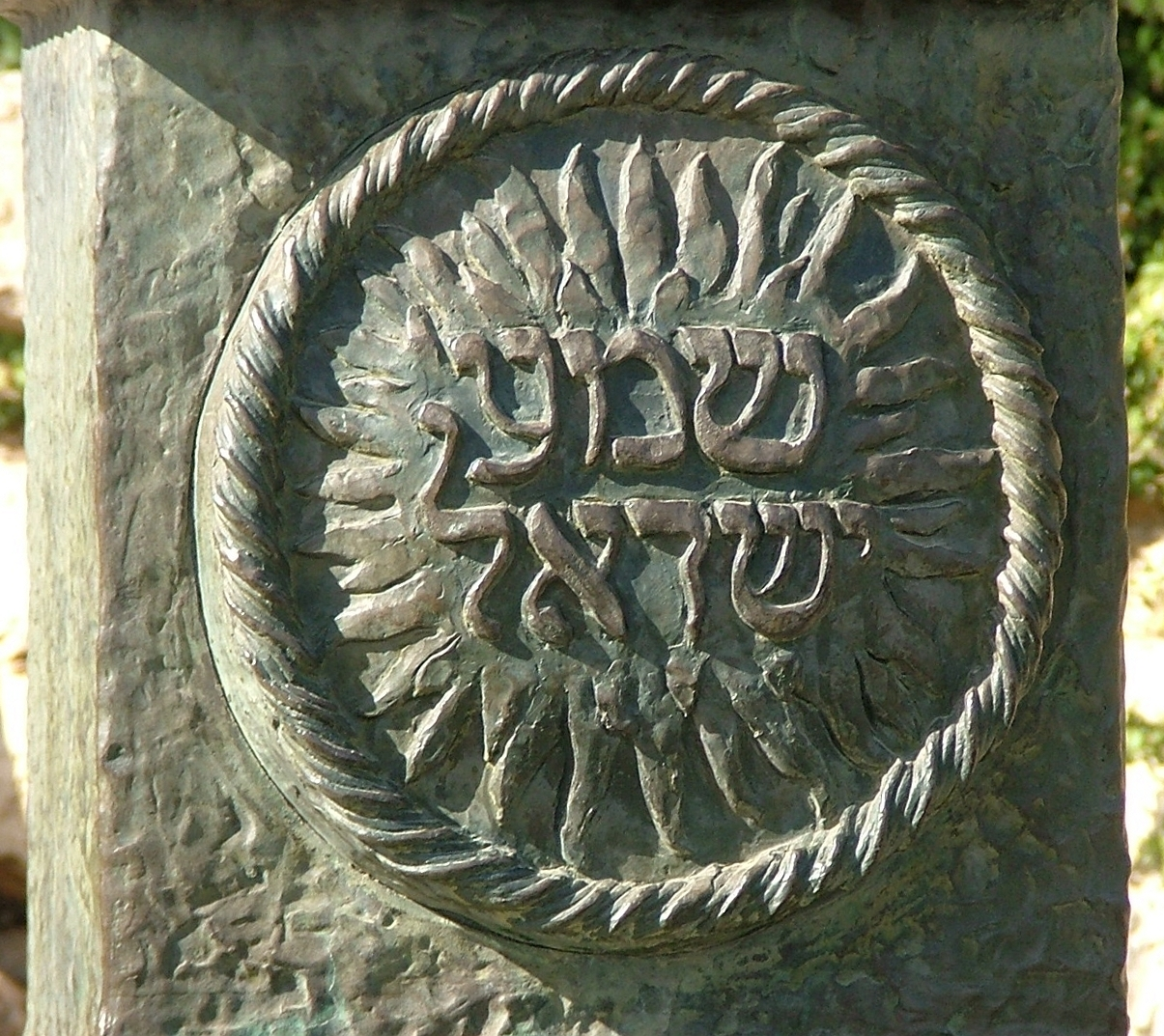
Shemá Israel, inscripción hebrea que figura en la Menorá de la Knéset en Jerusalén. Obra de Benno Elkan, realizada en 1956.

Shemá Israel, comienzo de la tradicional plegaria hebrea. Texto masorético, donde las letras ayin (ע) y dalet (ד) se destacan por su tamaño, de modo tal de formar la palabra Ed (עד—'testigo').

Shemá Israel (del hebreo, שְׁמַע יִשְׂרָאֵל, 'Escucha, Israel') es el nombre de una de las principales plegarias de la religión judía. Su nombre retoma las dos primeras palabras de la oración en cuestión, siendo esta a su vez la plegaria más sagrada del judaísmo. La oración reaparece en los Evangelios de Marcos y Lucas; en ocasiones forma parte también de la liturgia cristiana.
Es a través de esta plegaria exhortativa que los observantes manifiestan su credo en YHVH/Adonái/Dios, expresando con fervor su monoteísmo:

.שמע ישראל, (יהוה) [אדוני] אלוהינו, (יהוה) [אדוני] אחד — Shemá Israel, Adonai Elohéinu, Adonai Ejad.

Los yehudim deben recitar el shemá dos veces al día, por la mañana, desde el momento en el que hay suficiente luz diurna, y por la noche, desde la salida de las estrellas hasta el amanecer.
El shemá se compone de cuatro partes: 
- El shemá propiamente dicho: Shemá Israel, IHVH Eloeinu, IHVH Ejad, 'Escucha Israel, Adonai es nuestro Señor, Adonai es Uno'. Afirmación del monoteísmo.
- Veahavta ('Amarás'). Se refiere a los fundamentos principales del judaísmo, es decir, el hecho de transmitir a cada hijo que  "amarás a Dios con todo tu corazón, con toda tu alma y con toda tu fuerza"; añádese a ello el empleo de los tefilín y la mezuzá, así como la obligación de recitar el shemá dos veces al día.
- Vehaiá ('Cumplirán'). Consta de dos partes. La primera sugiere una recompensa: "si respetas los preceptos, Dios dará lluvia a tus tierras, y pan y vino a tus hijos". La segunda presupone una amenaza: "de no respetar los preceptos, Dios provocará sequías en tus tierras". Todo esto debe entenderse en su contexto apropiado, puesto que los antiguos israelitas eran un pueblo cuya supervivencia dependía en buena parte de la agricultura.
- Vaiomer Adonai ('Y Adonai ordenó'). Se refiere al uso de los tzitzit y del talit.

## Historia

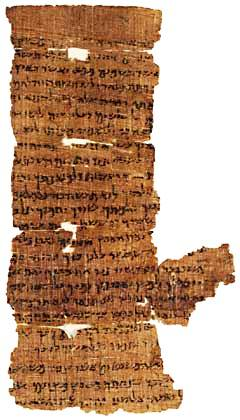
Papiro de Nash con los Diez Mandamientos y el Shemá Israel, Egipto, 200 a. C.

Shemá Israel consistía originalmente en un único verso que aparece en el quinto y último libro de la Torá, el Libro de Deuteronomio, Deuteronomio 6:4 que dice: "Escucha, oh Israel, el Señor es nuestro Dios, el Señor es Uno" (שְׁמַע יִשְׂרָאֵל יְהוָה אֱלֹהֵינוּ יְהוָה אֶחָד Shemá Israel, Adonai Elohenu, Adonai Ejad), considerado la expresión fundamental de la creencia judía monoteísta.
Sin embargo, la plegaria litúrgica consiste en tres fragmentos extraídos de los libros del Deuteronomio (Deut. vi. 4-9, xi. 13-21) y de los Números (Num. xv. 37-41). Estas tres partes son consideradas como una reminiscencia del éxodo de Egipto y se refieren a cuestiones centrales de la creencia judía.
El Talmud señala que en los tres textos se pueden encontrar sutiles referencias a los Diez Mandamientos. Como éstos fueron retirados de la oración cotidiana, en el periodo misnaico, el Shemá es visto como una oportunidad para conmemorar los diez mandamientos.
Por lo tanto, se trata de proclamar la fe en la unidad de Dios y su providencia, obviamente con una referencia a "las leyes sobre mérito y castigo" en los casos en que el hombre acepta la voluntad de Dios siguiendo sus dictados o, en el caso contrario, por alejarse de la devoción religiosa y de la fe.
El texto hebreo de los dos primeros párrafos del Shemá, tal como se escriben en un mezuzah:
Shema Israel, IHVH Elohenu, IHVH Ejad
Voz Baja: (Baruj Shem Kevod Maljutó Leolam Vaed) (Bendito sea el Nombre de Su glorioso reino eternamente)
Desde hace mucho tiempo, los judíos han evitado colocar el nombre de Dios tal como se lo reveló a Moisés en el monte Sinaí (Éxodo 3:14, las letras hebreas son יהוה), por considerarlo sagrado. La palabra Adonai significa "Señor" y se utiliza en reemplazo del nombre sagrado YHWH.

## Papiro de Nash
El Papiro de Nash contiene partes de los Diez Mandamientos proveniente de Éxodo 20 y destaca algunos versículos de Deuteronomio 5 y 6. Al analizar el Papiro de Nash, se observa que sus 24 líneas están incompletas, pues al principio y al final faltan algunas palabras y algunas letras, lo cual indica que no es un manuscrito bíblico común, sino un texto combinado que posee un propósito especial. En principio se trata una colección de instrucciones que recuerda al judío practicante su deber para con Dios. 
Tanto en el pasado como en el presente, los practicantes judíos pronuncian con frecuencia una sección de las Escrituras que comienza con Deuteronomio 6:4 y a la que se conoce como el "Shemá". Dicho versículo reza: “Escucha, Oh Israel: Adonai, Nuestro Señor, es Uno solo".
El Tetragrámaton (IHVH), que aparece en este versículo, se incluye dos veces en la última línea del papiro, y figura en cinco lugares más. También aparece una vez sin la primera letra.
El propósito principal del Shemá es recalcar la singularidad y unicidad de Dios. Según el Talmud, la última palabra de la plegaria es Ejád ('Uno'), pero esta unidad es compuesta. La palabra Jachid se refiere a unidad absoluta no dicha en tal papiro, por lo que debe recibir especial énfasis y debe ser alargada cuando se la pronuncia.

## Tradición cristiana
El Shemá es citado en el Nuevo Testamento, específicamente en el Evangelio según Marcos. En efecto, en Marcos 12:29-31 se lee que Jesús de Nazaret consideró al Shemá como el primero de los dos mayores mandamientos y lo ligó con un segundo, basado en Levítico 19:18:

29 Jesús le respondió: El primer mandamiento de todos es: Escucha, Israel; el Señor nuestro Dios, el Señor uno es.

30 Y amarás al Señor tu Dios con todo tu corazón, y con toda tu alma, y con toda tu mente y con todas tus fuerzas. Este es el principal mandamiento.
 
31 Y el segundo es semejante: Amarás a tu prójimo como a ti mismo. No hay otro mandamiento mayor que estos.

En Lucas 10:25-28, el Shemá es una vez más ligado a Levítico 19:18, en este caso por quien interroga a Jesús y ante el consentimiento del Nazareno:

25 Y he aquí que un intérprete de la ley se levantó y dijo, para probarle: Guía, ¿haciendo qué cosa heredaré la vida eterna?

26 Él le dijo: ¿Qué está escrito en la ley? ¿Cómo lees?

27 Aquél, respondiendo, dijo: Amarás al Señor tu Dios con todo tu corazón, y con toda tu alma, y con todas tus fuerzas, y con toda tu mente; y a tu prójimo como a ti mismo.

28 Y le dijo: Bien has respondido; haz esto, y vivirás.

El Shemá ha sido incorporado en la liturgia y exégesis cristianas, tanto en el catolicismo, como en otras denominaciones como el anglicanismo.

## Tradición musulmana
Dado que el Islam afirma derivar de la fe de Abraham, patriarca común a judíos y musulmanes, las plegarias de estos creyentes monoteístas presentan mucho en común. Particularmente existe una fuerte semejanza entre la principal plegaria hebrea y la shahada árabe. Dedicada al monoteísmo, también la Sura 112 del Corán presenta similitudes con el Shemá y ambas enfatizan la unicidad de Dios: el vocablo árabe "أَحَدٌ" es equivalente a la palabra hebrea "אֶחָד".